# André Pinto (football, 1989)
Pour les articles homonymes, voir André Pinto et Pinto.
André Almeida Pinto, plus couramment appelé André Pinto, est un footballeur international portugais né le 5 octobre 1989 à Vila Nova de Gaia. Il évolue au poste de défenseur central.

## Biographie

### En club
Avec le club grec du Panathinaïkos, il joue deux matchs comptant pour les barrages de la Ligue des champions.

### En équipe nationale
André Pinto est sélectionné dans toutes les catégories de jeunes (cadets, juniors, espoirs ...)
Il reçoit sa première sélection en équipe nationale le 31 mars 2015 face au Cap-Vert.

## Palmarès

### En club
Avec le Sporting Braga
- Vainqueur de la Coupe du Portugal en 2016
- Coupe de la Ligue portugaise (1) Finaliste : 2017

### Distinction personnelle
- Meilleur jeune joueur du mois du Championnat du Portugal en novembre 2011[3]

## Statistiques
Le tableau ci-dessous récapitule les statistiques d'André Pinto lors de sa carrière en club :
| Saison                | Club                   | Championnat           | Championnat | Championnat | Coupe(s) nationale(s) | Coupe(s) nationale(s) | Compétition(s) continentale(s) | Compétition(s) continentale(s) | Compétition(s) continentale(s) | Autres compétitions | Autres compétitions | Autres compétitions | Total | Total |
| Saison                | Club                   | Division              | M.          | B.          | M.                    | B.                    | Comp.                          | M.                             | B.                             | Comp.               | M.                  | B.                  | M.    | B.    |
| 2008-2009             | CD Santa Clara (prêt)  | 2                     | 27          | 3           | 5                     | 0                     | -                              | -                              | -                              | -                   | -                   | -                   | 32    | 3     |
| 2009-2010             | Vitória Setúbal (prêt) | 1                     | 22          | 1           | 1                     | 0                     | -                              | -                              | -                              | -                   | -                   | -                   | 23    | 1     |
| 2010-2011             | Portimonense SC (prêt) | 1                     | 26          | 2           | 2                     | 0                     | -                              | -                              | -                              | -                   | -                   | -                   | 28    | 2     |
| 2011-2012             | SC Olhanense (prêt)    | 1                     | 21          | 2           | 5                     | 0                     | -                              | -                              | -                              | -                   | -                   | -                   | 26    | 2     |
| 2012-2013             | Panathinaïkos          | 1                     | 16          | 0           | 2                     | 0                     | C1+C3                          | 2+2                            | 0+0                            | -                   | -                   | -                   | 22    | 0     |
| 2013-2014             | Sporting Braga         | 1                     | 2           | 0           | -                     | -                     | -                              | -                              | -                              | -                   | -                   | -                   | 2     | 0     |
| 2014-2015             | Sporting Braga         | 1                     | 33          | 1           | 7                     | 0                     | -                              | -                              | -                              | -                   | -                   | -                   | 40    | 1     |
| 2015-2016             | Sporting Braga         | 1                     | 22          | 0           | 7                     | 0                     | C3                             | 7                              | 0                              | -                   | -                   | -                   | 36    | 0     |
| 2016-2017             | Sporting Braga         | 1                     | 9           | 2           | 1                     | 0                     | C3                             | 3                              | 1                              | SC                  | 1                   | 0                   | 14    | 3     |
| Total sur la carrière | Total sur la carrière  | Total sur la carrière | 178         | 11          | 30                    | 0                     | -                              | 14                             | 1                              | -                   | 1                   | 0                   | 223   | 12    |